# Lupte la Jocurile Olimpice de vară din 2024 - Greco-roman masculin 60 kg
Proba de lupte greco-romane 60 de kg masculin de la Jocurile Olimpice de vară din 2024 de la Paris a avut loc în perioada 5-6 august 2024 la Arena Champ-de-Mars.

## Program
Orele sunt ora Franței (UTC+1) 
| Data                 | Timp        | Etapă                          |
| -------------------- | ----------- | ------------------------------ |
| Luni, 5 august 2024  | 15:00 21:00 | Runde de calificare Semifinale |
| Marți, 6 august 2024 | 11:00 19:30 | Recalificări Finale            |

## Rezultate

### Calificări
|  | 16-imi de finală      |                       |   |
|  |                       |                       |   |
|  | Georgii Tibilov (SRB) | Georgii Tibilov (SRB) | 7 |
|  | Enes Bașar (TUR)      | Enes Bașar (TUR)      | 8 |

### Tabloul principal
|  | Optimi de finală             | Optimi de finală             | Optimi de finală |  |  | Sferturi de finală           | Sferturi de finală           | Sferturi de finală     |   |                              | Semifinale                   | Semifinale             | Semifinale |  |  | Finala | Finala | Finala |
|  |                              |                              |                  |  |  |                              |                              |                        |   |                              |                              |                        |            |  |  |        |        |        |
|  | Zholaman Sharshenbekov (KGZ) | Zholaman Sharshenbekov (KGZ) | 6                |  |  |                              |                              |                        |   |                              |                              |                        |            |  |  |        |        |        |
|  | Aidos Sultangali (KAZ)       | Aidos Sultangali (KAZ)       | 3                |  |  | Zholaman Sharshenbekov (KGZ) | Zholaman Sharshenbekov (KGZ) | 9                      |   |                              |                              |                        |            |  |  |        |        |        |
|  | Enes Bașar (TUR)             | Enes Bașar (TUR)             | 2                |  |  | Răzvan Arnăut (ROU)          | Răzvan Arnăut (ROU)          | 0                      |   |                              |                              |                        |            |  |  |        |        |        |
|  | Răzvan Arnăut (ROU)          | Răzvan Arnăut (ROU)          | 4                |  |  |                              |                              |                        |   | Zholaman Sharshenbekov (KGZ) | Zholaman Sharshenbekov (KGZ) | 3                      |            |  |  |        |        |        |
|  | Mehdi Mohsennejad (IRI)      | Mehdi Mohsennejad (IRI)      | 9                |  |  |                              | Kenichiro Fumita (JPN)       | Kenichiro Fumita (JPN) | 4 |                              |                              |                        |            |  |  |        |        |        |
|  | Abdelkarim Fergat (ALG)      | Abdelkarim Fergat (ALG)      | 0                |  |  | Mehdi Mohsennejad (IRI)      | Mehdi Mohsennejad (IRI)      | 0                      |   |                              |                              |                        |            |  |  |        |        |        |
|  | Kevin de Armas (CUB)         | Kevin de Armas (CUB)         | 1                |  |  | Kenichiro Fumita (JPN)       | Kenichiro Fumita (JPN)       | 9                      |   |                              |                              |                        |            |  |  |        |        |        |
|  | Kenichiro Fumita (JPN)       | Kenichiro Fumita (JPN)       | 11               |  |  |                              |                              |                        |   |                              | Kenichiro Fumita (JPN)       | Kenichiro Fumita (JPN) | 4          |  |  |        |        |        |
|  | Victor Ciobanu (MDA)         | Victor Ciobanu (MDA)         | 3                |  |  |                              | Cao Liguo (CHN)              | Cao Liguo (CHN)        | 1 |                              |                              |                        |            |  |  |        |        |        |
|  | Ri Se-ung (PRK)              | Ri Se-ung (PRK)              | 10F              |  |  | Ri Se-ung (PRK)              | Ri Se-ung (PRK)              | 9                      |   |                              |                              |                        |            |  |  |        |        |        |
|  | Jamal Valizadeh (EOR)        | Jamal Valizadeh (EOR)        | 0                |  |  | Islomjon Bakhromov (UZB)     | Islomjon Bakhromov (UZB)     | 0                      |   |                              |                              |                        |            |  |  |        |        |        |
|  | Islomjon Bakhromov (UZB)     | Islomjon Bakhromov (UZB)     | 9                |  |  |                              |                              |                        |   | Ri Se-ung (PRK)              | Ri Se-ung (PRK)              | 3                      |            |  |  |        |        |        |
|  | Raiber Rodríguez (VEN)       | Raiber Rodríguez (VEN)       | 6                |  |  |                              | Cao Liguo (CHN)              | Cao Liguo (CHN)        | 3 |                              |                              |                        |            |  |  |        |        |        |
|  | Murad Mammadov (AZE)         | Murad Mammadov (AZE)         | 5                |  |  | Raiber Rodríguez (VEN)       | Raiber Rodríguez (VEN)       | 3                      |   |                              |                              |                        |            |  |  |        |        |        |
|  | Moamen Ahmed Mohamed (EGY)   | Moamen Ahmed Mohamed (EGY)   | 2                |  |  | Cao Liguo (CHN)              | Cao Liguo (CHN)              | 5                      |   |                              |                              |                        |            |  |  |        |        |        |
|  | Cao Liguo (CHN)              | Cao Liguo (CHN)              | 6                |  |  |                              |                              |                        |   |                              |                              |                        |            |  |  |        |        |        |

### Recalificări
|  | Recalificări runda 1    |                         |    |
|  |                         |                         |    |
|  | Kevin de Armas (CUB)    | Kevin de Armas (CUB)    | 1  |
|  | Mehdi Mohsennejad (IRI) | Mehdi Mohsennejad (IRI) | 10 |

|  | Recalificări runda 1       |                            |    |
|  |                            |                            |    |
|  | Moamen Ahmed Mohamed (EGY) | Moamen Ahmed Mohamed (EGY) | 1  |
|  | Raiber Rodríguez (VEN)     | Raiber Rodríguez (VEN)     | 12 |

### Meciuri pentru medalia de bronz
|  | Medalia de bronz             |                              |   |
|  |                              |                              |   |
|  | Mehdi Mohsennejad (IRI)      | Mehdi Mohsennejad (IRI)      | 1 |
|  | Zholaman Sharshenbekov (KGZ) | Zholaman Sharshenbekov (KGZ) | 3 |

|  | Medalia de bronz       |                        |   |
|  |                        |                        |   |
|  | Raiber Rodríguez (VEN) | Raiber Rodríguez (VEN) | 0 |
|  | Ri Se-ung (PRK)        | Ri Se-ung (PRK)        | 8 |

## Clasament final
| Loc | Sportiv                      |
| --- | ---------------------------- |
| 1   | Kenichiro Fumita (JPN)       |
| 2   | Cao Liguo (CHN)              |
| 3   | Zholaman Sharshenbekov (KGZ) |
| 3   | Ri Se-ung (PRK)              |
| 5   | Mehdi Mohsennejad (IRI)      |
| 5   | Raiber Rodríguez (VEN)       |
| 7   | Islomjon Bakhromov (UZB)     |
| 8   | Enes Bașar (TUR)             |
| 9   | Răzvan Arnăut (ROU)          |
| 10  | Moamen Ahmed Mohamed (EGY)   |
| 11  | Kevin de Armas (CUB)         |
| 12  | Georgii Tibilov (SRB)        |
| 13  | Murad Mammadov (AZE)         |
| 14  | Aidos Sultangali (KAZ)       |
| 15  | Victor Ciobanu (MDA)         |
| 16  | Abdelkarim Fergat (ALG)      |
| 17  | Jamal Valizadeh (EOR)        |